# Olearia argophylla
Olearia argophylla es una especie de la familia de las asteráceas. Esta especie, cuyo nombre vulgar (árbol del almizcle) procede del intenso olor almizcleño de sus tallos.

## Descripción
Puede alcanzar la forma de un árbol de ramas bajas con más de 15 m de alto en sus bosques nativos del sur de Australia, con un tronco de hasta 1 m de diámetro. Las grandes hojas tienen el envés plateado. Las pequeñas cabezuelas de flores son blanco crema y están dispuestas en largos racimos terminales.

## Taxonomía
Olearia argophylla fue descrita por (Labill.) Benth.  y publicado en Flora Australiensis 3: 470. 1867.
Sinonimia
- Aster argophyllus Labill.
- Aster argophyllus var. oliganthemus F.Muell.
- Aster caryophyllus Steud.
- Aster moschatus Hort. ex Colla
- Eurybia argophylla (Labill.) Cass.[2]